# Reba McEntire/Diskografie
Diese Diskografie ist eine Übersicht über die musikalischen Werke der US-amerikanischen Country-Musik-Sängerin und Schauspielerin Reba McEntire. Den Quellenangaben und Schallplattenauszeichnungen zufolge hat sie bisher mehr als 80 Millionen Tonträger verkauft, davon alleine in ihrer Heimat über 50,4 Millionen. Ihre erfolgreichste Veröffentlichung ist das Album Greatest Hits Volume Two mit über 5,1 Millionen verkauften Einheiten.

## Alben

### Studioalben
| Jahr | Titel Musiklabel                                                                 | Höchstplatzierung, Gesamtwochen, AuszeichnungChartplatzierungen (Jahr, Titel, Musiklabel, Platzierungen, Wochen, Auszeichnungen, Anmerkungen) | Höchstplatzierung, Gesamtwochen, AuszeichnungChartplatzierungen (Jahr, Titel, Musiklabel, Platzierungen, Wochen, Auszeichnungen, Anmerkungen) | Höchstplatzierung, Gesamtwochen, AuszeichnungChartplatzierungen (Jahr, Titel, Musiklabel, Platzierungen, Wochen, Auszeichnungen, Anmerkungen) | Anmerkungen                              |
| Jahr | Titel Musiklabel                                                                 | US | Country | CA | Anmerkungen                              |
| ---- | -------------------------------------------------------------------------------- | --- | --- | --- | ---------------------------------------- |
| 1977 | Reba McEntire PolyGram/Mercury                                                   | — | — | — | Erstveröffentlichung: 15. August 1977    |
| 1979 | Out of a Dream PolyGram/Mercury                                                  | — | — | — | Erstveröffentlichung: 27. August 1979    |
| 1980 | Feel the Fire PolyGram/Mercury                                                   | — | — | — | Erstveröffentlichung: 6. Oktober 1980    |
| 1981 | Heart to Heart PolyGram/Mercury                                                  | — | Country42 (24 Wo.)Country | — | Erstveröffentlichung: 17. August 1981    |
| 1982 | Unlimited PolyGram/Mercury                                                       | — | Country22 (50 Wo.)Country | — | Erstveröffentlichung: 14. Juni 1982      |
| 1983 | Behind the Scene PolyGram/Mercury                                                | — | Country36 (14 Wo.)Country | — | Erstveröffentlichung: 15. August 1983    |
| 1984 | Just a Little Love MCA                                                           | — | Country23 (28 Wo.)Country | — | Erstveröffentlichung: 2. April 1984      |
| 1984 | My Kind of Country MCA                                                           | US— GoldUS | Country13 (46 Wo.)Country | — | Erstveröffentlichung: 15. Oktober 1984   |
| 1985 | Have I Got a Deal for You MCA                                                    | US— GoldUS | Country27 (34 Wo.)Country | — | Erstveröffentlichung: 10. Juni 1985      |
| 1986 | Whoever’s in New England MCA                                                     | US— PlatinUS | Country1 (75 Wo.)Country | — | Erstveröffentlichung: 10. Februar 1986   |
| 1986 | What Am I Gonna Do About You MCA                                                 | US— GoldUS | Country1 (53 Wo.)Country | — | Erstveröffentlichung: 2. September 1986  |
| 1987 | The Last One to Know MCA                                                         | US102 Platin · (20 Wo.)US | Country3 (51 Wo.)Country | — | Erstveröffentlichung: 7. September 1987  |
| 1987 | Merry Christmas To You MCA                                                       | US— ×2DoppelplatinUS | Country72 (4 Wo.)Country | — | Erstveröffentlichung: 27. November 1987  |
| 1988 | Reba MCA                                                                         | US118 Platin · (10 Wo.)US | Country1 (74 Wo.)Country | — | Erstveröffentlichung: 25. April 1988     |
| 1989 | Sweet Sixteen MCA                                                                | US78 Platin · (18 Wo.)US | Country1 (62 Wo.)Country | — | Erstveröffentlichung: 1. Mai 1989        |
| 1990 | Rumor Has It MCA                                                                 | US39 ×3Dreifachplatin · (89 Wo.)US | Country2 (132 Wo.)Country | CA— PlatinCA | Erstveröffentlichung: 4. September 1990  |
| 1991 | For My Broken Heart MCA                                                          | US13 ×4Vierfachplatin · (80 Wo.)US | Country3 (113 Wo.)Country | CA— PlatinCA | Erstveröffentlichung: 1. Oktober 1991    |
| 1992 | It’s Your Call MCA                                                               | US8 ×3Dreifachplatin · (56 Wo.)US | Country1 (83 Wo.)Country | CA— PlatinCA | Erstveröffentlichung: 15. Dezember 1992  |
| 1994 | Read My Mind MCA                                                                 | US2 ×3Dreifachplatin · (83 Wo.)US | Country2 (115 Wo.)Country | CA— PlatinCA | Erstveröffentlichung: 26. April 1994     |
| 1995 | Starting Over MCA                                                                | US5 Platin · (38 Wo.)US | Country1 (54 Wo.)Country | CA— PlatinCA | Erstveröffentlichung: 3. Oktober 1995    |
| 1996 | What If It's You MCA                                                             | US15 ×2Doppelplatin · (42 Wo.)US | Country1 (79 Wo.)Country | CA— GoldCA | Erstveröffentlichung: 5. November 1996   |
| 1998 | If You See Him MCA Nashville                                                     | US8 Platin · (30 Wo.)US | Country2 (68 Wo.)Country | CA— GoldCA | Erstveröffentlichung: 2. Juni 1998       |
| 1999 | The Secret of Giving: A Christmas Collection MCA Nashville                       | US85 Gold · (9 Wo.)US | Country10 (17 Wo.)Country | — | Erstveröffentlichung: 21. September 1999 |
| 1999 | So Good Together MCA Nashville                                                   | US28 Platin · (40 Wo.)US | Country5 (90 Wo.)Country | — | Erstveröffentlichung: 23. November 1999  |
| 2003 | Room to Breathe MCA Nashville                                                    | US25 Platin · (34 Wo.)US | Country4 (104 Wo.)Country | — | Erstveröffentlichung: 18. November 2003  |
| 2007 | Reba: Duets MCA Nashville                                                        | US1 Platin · (51 Wo.)US | Country1 (78 Wo.)Country | CA4 (9 Wo.)CA | Erstveröffentlichung: 18. September 2007 |
| 2009 | Keep On Loving You Starstruck/Valory                                             | US1 Gold · (46 Wo.)US | Country1 (71 Wo.)Country | CA4 (2 Wo.)CA | Erstveröffentlichung: 18. August 2009    |
| 2010 | All the Women I Am Starstruck/Valory                                             | US7 (20 Wo.)US | Country3 (63 Wo.)Country | CA14 (1 Wo.)CA | Erstveröffentlichung: 9. November 2010   |
| 2015 | Love Somebody Starstruck/Nash Icon                                               | US3 (10 Wo.)US | Country1 (36 Wo.)Country | CA6 (2 Wo.)CA | Erstveröffentlichung: 14. April 2015     |
| 2016 | My Kind of Christmas Cracker Barrel/Nash Icon/Starstruck                         | US39 (12 Wo.)US | Country7 (23 Wo.)Country | CA62 (4 Wo.)CA | Erstveröffentlichung: 2. September 2016  |
| 2017 | Sing It Now: Songs of Faith & Hope Capitol Christian/Rockin' R Records/Nash Icon | US4 (12 Wo.)US | Country1 (15 Wo.)Country | CA23 (2 Wo.)CA | Erstveröffentlichung: 3. Februar 2017    |
| 2019 | Stronger Than the Truth Big Machine                                              | US22 (2 Wo.)US | Country4 (3 Wo.)Country | — | Erstveröffentlichung: 5. April 2019      |
| 2023 | Not That Fancy Big Machine                                                       | US122 (1 Wo.)US | Country25 (1 Wo.)Country | — | Erstveröffentlichung: 6. Oktober 2023    |

### Livealben
| Jahr | Titel     | Höchstplatzierung, Gesamtwochen, AuszeichnungChartplatzierungen (Jahr, Titel, Platzierungen, Wochen, Auszeichnungen, Anmerkungen) | Höchstplatzierung, Gesamtwochen, AuszeichnungChartplatzierungen (Jahr, Titel, Platzierungen, Wochen, Auszeichnungen, Anmerkungen) | Höchstplatzierung, Gesamtwochen, AuszeichnungChartplatzierungen (Jahr, Titel, Platzierungen, Wochen, Auszeichnungen, Anmerkungen) | Anmerkungen                           |
| Jahr | Titel     | US | Country | CA | Anmerkungen                           |
| ---- | --------- | --- | --- | --- | ------------------------------------- |
| 1989 | Reba Live | US124 Platin · (8 Wo.)US | Country2 (161 Wo.)Country | — | Erstveröffentlichung: 30. August 1989 |

Weitere Livealben
- 2006: South Pacific: In Concert from Carnegie Hall (mit Alec Baldwin & Brian Stokes Mitchell)

### Kompilationen
| Jahr | Titel                                                                    | Höchstplatzierung, Gesamtwochen, AuszeichnungChartplatzierungen (Jahr, Titel, Platzierungen, Wochen, Auszeichnungen, Anmerkungen) | Höchstplatzierung, Gesamtwochen, AuszeichnungChartplatzierungen (Jahr, Titel, Platzierungen, Wochen, Auszeichnungen, Anmerkungen) | Höchstplatzierung, Gesamtwochen, AuszeichnungChartplatzierungen (Jahr, Titel, Platzierungen, Wochen, Auszeichnungen, Anmerkungen) | Anmerkungen                              |
| Jahr | Titel                                                                    | US | Country | CA | Anmerkungen                              |
| ---- | ------------------------------------------------------------------------ | --- | --- | --- | ---------------------------------------- |
| 1985 | The Best Of Reba McEntire                                                | US— GoldUS | Country29 (35 Wo.)Country | CA— GoldCA | Erstveröffentlichung: Februar 1985       |
| 1986 | Reba Nell McEntire                                                       | — | Country40 (22 Wo.)Country | — | Erstveröffentlichung: 10. Februar 1986   |
| 1987 | Greatest Hits                                                            | US139 ×3Dreifachplatin · (23 Wo.)US                                                                                               | Country2 (130 Wo.)Country | CA— PlatinCA |                                          |
| 1993 | Greatest Hits Volume Two                                                 | US5 ×5Fünffachplatin · (94 Wo.)US                                                                                                 | Country1 (170 Wo.)Country | CA— PlatinCA | Erstveröffentlichung: 28. September 1983 |
| 1999 | The Secret of Giving: A Christmas Collection                             | US85 Gold · (9 Wo.)US | Country10 (17 Wo.)Country | — | Erstveröffentlichung: 21. September 1999 |
| 2001 | Greatest Hits Volume III – I’m A Survivor                                | US18 Gold · (15 Wo.)US | Country1 (79 Wo.)Country | — | Erstveröffentlichung: 23. Oktober 2001   |
| 2003 | The Best Of Reba McEntire: 20th Century Masters The Christmas Collection | — | Country67 (4 Wo.)Country | CA79 (4 Wo.)CA | Erstveröffentlichung: 23. September 2003 |
| 2005 | Reba #1’s                                                                | US12 ×2Doppelplatin · (21 Wo.)US                                                                                                  | Country3 (102 Wo.)Country | — | Erstveröffentlichung: 22. November 2005  |
| 2007 | The Best Of Reba McEntire: 20th Century Masters The Millenium Collection | — | Country45 (42 Wo.)Country | — | Erstveröffentlichung: 9. Januar 2007     |
| 2008 | 50 Greatest Hits                                                         | — | Country41 (35 Wo.)Country | — | Erstveröffentlichung: 28. Oktober 2008   |
| 2014 | Icon: Reba McEntire                                                      | — | Country38 (4 Wo.)Country | CA24 (2 Wo.)CA | Erstveröffentlichung: 5. August 2014     |
| 2021 | Revived Remixed Revisited MCA Nashville                                  | US91 (1 Wo.)US | Country12 (1 Wo.)Country | — | Erstveröffentlichung: 8. Oktober 2021    |
| 2022 | My Chains Are Gone: Hymns & Gospel Favorites                             | US77 (1 Wo.)US | Country9 (1 Wo.)Country | — | Erstveröffentlichung: 25. März 2022      |

Weitere Kompilationen
- 1988: Forever in Your Eyes
- 1990: My Kind of Country
- 1992: The Best of Reba McEntire
- 1992: You Lift Me Up to Heaven
- 1994: All Time Favorites
- 1994: Best of the Early Years
- 1994: Oklahoma Girl
- 1998: Forever Reba
- 1998: Moments & Memories - The Best of
- 2000: I’ll Be
- 2005: Love Collection
- 2005: Christmas Collection
- 2006: My Best to You
- 2008: Love Revival (US: Gold)
- 2008: Christmas & Hits Duos
- 2013: 5 Classic Albums
- 2021: Women to the Front: Reba

## Singles

### Als Leadmusikerin
| Jahr | Titel Album                                                                   | Höchstplatzierung, Gesamtwochen, AuszeichnungChartplatzierungen (Jahr, Titel, Album, Platzierungen, Wochen, Auszeichnungen, Anmerkungen) | Höchstplatzierung, Gesamtwochen, AuszeichnungChartplatzierungen (Jahr, Titel, Album, Platzierungen, Wochen, Auszeichnungen, Anmerkungen) | Höchstplatzierung, Gesamtwochen, AuszeichnungChartplatzierungen (Jahr, Titel, Album, Platzierungen, Wochen, Auszeichnungen, Anmerkungen) | Höchstplatzierung, Gesamtwochen, AuszeichnungChartplatzierungen (Jahr, Titel, Album, Platzierungen, Wochen, Auszeichnungen, Anmerkungen) | Anmerkungen                                                              |
| Jahr | Titel Album                                                                   | UK | US | Country | CA | Anmerkungen                                                              |
| --- | ----------------------------------------------------------------------------- | --- | --- | --- | --- | ------------------------------------------------------------------------ |
| 1976 | I Don’t Want To Be A One Night Stand Reba McEntire                            | — | — | Country88 (5 Wo.)Country | — | Erstveröffentlichung: April 1976                                         |
| 1977 | (There’s Nothing Like The Love) Between A Woman An Reba McEntire              | — | — | Country86 (4 Wo.)Country | — | Erstveröffentlichung: Januar 1977                                        |
| 1977 | Glad I Waited Just For You Reba McEntire                                      | — | — | Country88 (4 Wo.)Country | — | Erstveröffentlichung: Juli 1977                                          |
| 1978 | Three Sheets In The Wind/I’d Really Love To See You –                         | — | — | Country20 (11 Wo.)Country | — | mit Jacky Ward                                                           |
| 1978 | Last Night, Ev’ry Night Out of a Dream                                        | — | — | Country28 (12 Wo.)Country | — | Erstveröffentlichung: September 1978                                     |
| 1979 | Runaway Heart Out of a Dream                                                  | — | — | Country36 (10 Wo.)Country | — | Erstveröffentlichung: Februar 1979                                       |
| 1979 | That Makes Two Of Us Out of a Dream                                           | — | — | Country26 (11 Wo.)Country | — | Erstveröffentlichung: Juni 1979 mit Jacky Ward                           |
| 1979 | Sweet Dreams Out of a Dream                                                   | — | — | Country19 (12 Wo.)Country | — | Erstveröffentlichung: September 1979                                     |
| 1979 | (I Still Long To Hold You) Now And Then Out of a Dream                        | — | — | Country40 (8 Wo.)Country | — | Erstveröffentlichung: Dezember 1979                                      |
| 1980 | You Lift Me Up To Heaven Feel the Fire                                        | — | — | Country8 (15 Wo.)Country | — | Erstveröffentlichung: Mai 1980                                           |
| 1980 | I Can See Forever In Your Eyes Feel the Fire                                  | — | — | Country18 (14 Wo.)Country | — | Erstveröffentlichung: Oktober 1980                                       |
| 1981 | I Don’t Think Love Ought To Be That Way Feel the Fire                         | — | — | Country13 (16 Wo.)Country | — | Erstveröffentlichung: Februar 1981                                       |
| 1981 | Today All Over Again Heart to Heart                                           | — | — | Country5 (19 Wo.)Country | — | Erstveröffentlichung: Juli 1981                                          |
| 1981 | Only You (and You Alone) Heart to Heart                                       | — | — | Country13 (18 Wo.)Country | — | Erstveröffentlichung: November 1981                                      |
| 1982 | I’m Not That Lonely Yet Unlimited                                             | — | — | Country3 (19 Wo.)Country | — | Erstveröffentlichung: April 1982                                         |
| 1982 | Can’t Even Get The Blues Unlimited                                            | — | — | Country1 (22 Wo.)Country | — | Erstveröffentlichung: Oktober 1982                                       |
| 1983 | You’re The First Time I’ve Thought About Leaving Unlimited                    | — | — | Country1 (21 Wo.)Country | — | Erstveröffentlichung: Januar 1983                                        |
| 1983 | Why Do We Want What We Know We Can’t Have Behind the Scene                    | — | — | Country7 (18 Wo.)Country | — | Erstveröffentlichung: Juni 1983                                          |
| 1983 | There Ain’t No Future In This Behind the Scene                                | — | — | Country12 (22 Wo.)Country | — | Erstveröffentlichung: November 1983                                      |
| 1984 | Just a Little Love                                                            | — | — | Country5 (19 Wo.)Country | — | Erstveröffentlichung: Februar 1984                                       |
| 1984 | He Broke Your Memory Last Night Just a Little Love                            | — | — | Country15 (20 Wo.)Country | — | Erstveröffentlichung: Juni 1984                                          |
| 1984 | How Blue My Kind of Country                                                   | — | — | Country1 (23 Wo.)Country | — | Erstveröffentlichung: September 1984                                     |
| 1985 | Somebody Should Leave My Kind of Country                                      | — | — | Country1 (22 Wo.)Country | — | Erstveröffentlichung: Januar 1985                                        |
| 1985 | Have I Got A Deal For You Have I Got a Deal for You                           | — | — | Country6 (19 Wo.)Country | — | Erstveröffentlichung: Mai 1985                                           |
| 1985 | Only In My Mind Have I Got a Deal for You                                     | — | — | Country5 (24 Wo.)Country | — | Erstveröffentlichung: September 1985                                     |
| 1986 | Whoever’s In New England                                                      | — | — | Country1 (23 Wo.)Country | — | Erstveröffentlichung: 27. Januar 1986                                    |
| 1986 | Little Rock Whoever’s In New England                                          | — | — | Country1 (19 Wo.)Country | — | Erstveröffentlichung: 2. Juni 1986                                       |
| 1986 | What Am I Gonna Do About You                                                  | — | — | Country1 (22 Wo.)Country | — | Erstveröffentlichung: September 1986                                     |
| 1987 | Let The Music Lift You Up What Am I Gonna Do About You                        | — | — | Country4 (17 Wo.)Country | — | Erstveröffentlichung: Januar 1987                                        |
| 1987 | One Promise Too Late What Am I Gonna Do About You                             | — | — | Country1 (21 Wo.)Country | — | Erstveröffentlichung: Mai 1987                                           |
| 1987 | The Last One to Know                                                          | — | — | Country1 (22 Wo.)Country | — | Erstveröffentlichung: August 1987                                        |
| 1987 | Love Will Find Its Way To You The Last One to Know                            | — | — | Country1 (20 Wo.)Country | — | Erstveröffentlichung: Dezember 1987                                      |
| 1987 | The Christmas Song (Chestnuts Roasting On A Open Fire) Merry Christmas to You | — | — | Country63 (2 Wo.)Country | — | Erstveröffentlichung: Dezember 1987 Promosingle, Charteinstieg erst 1996 |
| 1988 | Sunday Kind Of Love Reba                                                      | — | — | Country5 (16 Wo.)Country | — | Erstveröffentlichung: April 1988                                         |
| 1988 | I Know How He Feels Reba                                                      | — | — | Country1 (22 Wo.)Country | — | Erstveröffentlichung: August 1988                                        |
| 1988 | New Fool At An Old Game Reba                                                  | — | — | Country1 (21 Wo.)Country | — | Erstveröffentlichung: Dezember 1988                                      |
| 1988 | I’ll Be Home For Christmas Merry Christmas to You                             | — | — | Country68 (2 Wo.)Country | — | Erstveröffentlichung: Dezember 1988 Promosingle, Charteinstieg erst 1998 |
| 1989 | Cathy’s Clown Sweet Sixteen                                                   | — | — | Country1 (19 Wo.)Country | — | Erstveröffentlichung: April 1989                                         |
| 1989 | Till Love Comes Again Sweet Sixteen                                           | — | — | Country4 (26 Wo.)Country | — | Erstveröffentlichung: 6. September 1989                                  |
| 1989 | Little Girl Sweet Sixteen                                                     | — | — | Country7 (26 Wo.)Country | — | Erstveröffentlichung: Dezember 1989                                      |
| 1990 | Walk On Sweet Sixteen                                                         | — | — | Country2 (21 Wo.)Country | — | Erstveröffentlichung: März 1990                                          |
| 1990 | You Lie Rumor Has It                                                          | — | — | Country1 (20 Wo.)Country | — | Erstveröffentlichung: 30. Juli 1990                                      |
| 1990 | Rumor Has It                                                                  | — | — | Country3 (20 Wo.)Country | — | Erstveröffentlichung: 5. November 1990                                   |
| 1991 | Fancy Rumor Has It                                                            | — | US— ×2DoppelplatinUS | Country8 (20 Wo.)Country | — | Erstveröffentlichung: 11. Februar 1991                                   |
| 1991 | Fallin’ Out Of Love Rumor Has It                                              | — | — | Country2 (20 Wo.)Country | — | Erstveröffentlichung: 6. Mai 1991                                        |
| 1991 | For My Broken Heart                                                           | — | — | Country1 (20 Wo.)Country | — | Erstveröffentlichung: 30. September 1991                                 |
| 1992 | Is There Life Out There For My Broken Heart                                   | — | US— GoldUS | Country1 (20 Wo.)Country | — | Erstveröffentlichung: 28. Januar 1992                                    |
| 1992 | The Night The Lights Went Out In Georgia For My Broken Heart                  | — | US— GoldUS | Country12 (20 Wo.)Country | — | Erstveröffentlichung: April 1992                                         |
| 1992 | The Greatest Man I Never Knew For My Broken Heart                             | — | — | Country3 (20 Wo.)Country | — | Erstveröffentlichung: Juli 1992                                          |
| 1992 | Take It Back It’s Your Call                                                   | — | — | Country5 (20 Wo.)Country | — | Erstveröffentlichung: Oktober 1992                                       |
| 1993 | The Heart Won’t Lie It’s Your Call                                            | — | — | Country1 (20 Wo.)Country | — | Erstveröffentlichung: Februar 1993 mit Vince Gill                        |
| 1993 | It’s Your Call                                                                | — | — | Country5 (20 Wo.)Country | — | Erstveröffentlichung: Mai 1993                                           |
| 1993 | Does He Love You Greatest Hits Volume Two                                     | UK62 (1 Wo.)UK | US— GoldUS | Country1 (20 Wo.)Country | — | Erstveröffentlichung: Juli 1993 mit Linda Davis                          |
| 1993 | They Asked About You Greatest Hits Volume Two                                 | — | — | Country7 (20 Wo.)Country | — | Erstveröffentlichung: November 1993                                      |
| 1994 | Why Haven’t I Heard From You Read My Mind                                     | — | — | Country5 (20 Wo.)Country | — | Erstveröffentlichung: März 1994                                          |
| 1994 | She Thinks His Name Was John Read My Mind                                     | — | — | Country15 (20 Wo.)Country | — | Erstveröffentlichung: Juli 1994                                          |
| 1994 | Till You Love Me Read My Mind                                                 | — | US78 (10 Wo.)US | Country2 (20 Wo.)Country | — | Erstveröffentlichung: Oktober 1994                                       |
| 1995 | The Heart Is A Lonely Hunter Read My Mind                                     | — | — | Country1 (20 Wo.)Country | — | Erstveröffentlichung: Februar 1995                                       |
| 1995 | And Still Read My Mind                                                        | — | — | Country2 (20 Wo.)Country | — | Erstveröffentlichung: Mai 1995                                           |
| 1995 | On My Own Starting Over                                                       | — | — | Country20 (21 Wo.)Country | — | Erstveröffentlichung: August 1995                                        |
| 1995 | Ring On Her Finger, Time On Her Hands Starting Over                           | — | — | Country9 (20 Wo.)Country | — | Erstveröffentlichung: November 1995                                      |
| 1996 | Starting Over Again Starting Over                                             | — | — | Country19 (20 Wo.)Country | — | Erstveröffentlichung: März 1996                                          |
| 1996 | The Fear Of Being Alone What If It’s You                                      | — | — | Country2 (20 Wo.)Country | — | Erstveröffentlichung: 16. September 1996                                 |
| 1996 | How Was I To Know What If It’s You                                            | — | — | Country1 (20 Wo.)Country | — | Erstveröffentlichung: 16. Dezember 1996                                  |
| 1997 | I’d Rather Ride Around With You What If It’s You                              | — | — | Country2 (20 Wo.)Country | — | Erstveröffentlichung: 4. März 1997                                       |
| 1997 | What If It’s You                                                              | — | — | Country15 (20 Wo.)Country | — | Erstveröffentlichung: 6. September 1997                                  |
| 1997 | What If –                                                                     | — | US50 (15 Wo.)US | Country23 (15 Wo.)Country | — | Erstveröffentlichung: 25. November 1997                                  |
| 1998 | If You See Him/If You See Her If You See Him                                  | — | — | Country1 (20 Wo.)Country | — | Erstveröffentlichung: 27. April 1998 mit Brooks & Dunn                   |
| 1998 | Forever Love If You See Him                                                   | — | — | Country4 (20 Wo.)Country | — | Erstveröffentlichung: Juli 1998                                          |
| 1998 | Wrong Night If You See Him                                                    | — | US52 (13 Wo.)US | Country6 (20 Wo.)Country | — | Erstveröffentlichung: November 1998                                      |
| 1999 | One Honest Heart If You See Him                                               | — | US54 (10 Wo.)US | Country7 (20 Wo.)Country | — | Erstveröffentlichung: März 1999                                          |
| 1999 | What Do You Say So Good Together                                              | — | US31 (20 Wo.)US | Country3 (26 Wo.)Country | — | Erstveröffentlichung: 14. September 1999                                 |
| 2000 | I’ll Be So Good Together                                                      | — | US51 (20 Wo.)US | Country4 (24 Wo.)Country | — | Erstveröffentlichung: 5. Januar 2000                                     |
| 2000 | We’re So Good Together So Good Together                                       | — | — | Country20 (21 Wo.)Country | — | Erstveröffentlichung: 9. September 2000                                  |
| 2001 | I’m a Survivor Greatest Hits Volume III: I’m a Survivor                       | — | US49 Gold · (19 Wo.)US | Country3 (21 Wo.)Country | — | Erstveröffentlichung: 6. September 2001                                  |
| 2002 | Sweet Music Man Greatest Hits Volume III: I’m a Survivor                      | — | — | Country36 (11 Wo.)Country | — | Erstveröffentlichung: Januar 2002                                        |
| 2003 | I’m Gonna Take That Mountain Room to Breathe                                  | — | — | Country14 (21 Wo.)Country | — | Erstveröffentlichung: 30. August 2003                                    |
| 2004 | Somebody Room to Breathe                                                      | — | US35 (17 Wo.)US | Country1 (32 Wo.)Country | — | Erstveröffentlichung: 17. Januar 2004                                    |
| 2004 | He Gets That From Me Room to Breathe                                          | — | US59 (12 Wo.)US | Country7 (27 Wo.)Country | — | Erstveröffentlichung: 4. September 2004                                  |
| 2005 | My Sister Room to Breathe                                                     | — | US93 (4 Wo.)US | Country16 (20 Wo.)Country | — | Erstveröffentlichung: 19. Mai 2005                                       |
| 2005 | You’re Gonna Be (Always Loved By Me) Reba #1’s                                | — | — | Country33 (14 Wo.)Country | — | Erstveröffentlichung: 18. August 2005                                    |
| 2006 | Love Needs A Holiday Reba #1’s                                                | — | — | Country60 (1 Wo.)Country | — | Erstveröffentlichung: 10. Januar 2006                                    |
| 2007 | Because of You Reba: Duets                                                    | — | US50 Platin · (15 Wo.)US | Country2 (20 Wo.)Country | CA36 (16 Wo.)CA | Erstveröffentlichung: 15. Mai 2007 feat. Kelly Clarkson                  |
| 2008 | Every Other Weekend Reba: Duets                                               | — | — | Country15 (24 Wo.)Country | — | Erstveröffentlichung: 3. März 2008 mit Kenny Chesney                     |
| 2009 | Strange Keep On Loving You                                                    | — | US76 (9 Wo.)US | Country11 (18 Wo.)Country | CA92 (5 Wo.)CA | Erstveröffentlichung: 6. April 2009                                      |
| 2009 | Consider Me Gone Keep On Loving You                                           | — | US38 Platin · (19 Wo.)US | Country1 (25 Wo.)Country | CA52 (15 Wo.)CA | Erstveröffentlichung: 10. August 2009                                    |
| 2010 | Keep On Loving You                                                            | — | US78 (10 Wo.)US | Country7 (23 Wo.)Country | CA97 (3 Wo.)CA | Erstveröffentlichung: 1. Februar 2010                                    |
| 2010 | Turn On The Radio All the Women I Am                                          | — | US53 Gold · (18 Wo.)US | Country1 (27 Wo.)Country | CA67 (17 Wo.)CA | Erstveröffentlichung: 19. Juli 2010                                      |
| 2011 | If I Were A Boy All the Women I Am                                            | — | — | Country22 (12 Wo.)Country | — | Erstveröffentlichung: 24. Januar 2011                                    |
| 2011 | When Love Gets A Hold Of You All the Women I Am                               | — | — | Country40 (11 Wo.)Country | — | Erstveröffentlichung: 11. April 2011                                     |
| 2011 | Somebody’s Chelsea All the Women I Am                                         | — | — | Country44 (14 Wo.)Country | — | Erstveröffentlichung: 29. August 2011                                    |
| 2015 | Going Out Like That Love Somebody                                             | — | US— GoldUS | Country23 (24 Wo.)Country | CA85 (1 Wo.)CA | Erstveröffentlichung: 6. Januar 2015                                     |
| 2016 | Just Like Them Horses Love Somebody                                           | — | — | Country37 (1 Wo.)Country | — | Erstveröffentlichung: 19. Januar 2016                                    |
| 2017 | Back To God Sing It Now: Songs of Faith & Hope                                | — | — | Country25 (7 Wo.)Country | — | Erstveröffentlichung: 20. Januar 2017 mit Lauren Daigle                  |
| 2020 | Dear Rodeo Ain’t Nothin’ to It                                                | — | US— PlatinUS | Country43 (2 Wo.)Country | CA— GoldCA | Erstveröffentlichung: 2. Oktober 2020 mit Cody Johnson                   |
| 2025 | Trailblazer –                                                                 | — | — | Country44 (1 Wo.)Country | — | Erstveröffentlichung: 9. Mai 2025 mit Miranda Lambert & Lainey Wilson    |
| Folgende Lieder erschienen nicht als Single, wurden aber durch das Album zum Download und Streaming bereitgestellt und konnten somit eine Platzierung erlangen: |                                                                               | | | | |                                                                          |
| |                                                                               | | | | |                                                                          |
| 1994 | If I Had Only Known 8 Seconds                                                 | — | — | Country72 (6 Wo.)Country | — |                                                                          |
| 1999 | Away In A Manger Merry Christmas to You                                       | — | — | Country73 (1 Wo.)Country | — |                                                                          |
| 1999 | I’m Not Your Girl So Good Together                                            | — | — | Country75 (1 Wo.)Country | — |                                                                          |
| 1999 | ’Til I Said It To You So Good Together                                        | — | — | Country70 (1 Wo.)Country | — |                                                                          |
| 1999 | Secret of Giving The Secret of Giving: A Christmas Collection                 | — | — | Country58 (5 Wo.)Country | — |                                                                          |
| 1999 | I Saw Mommy Kissing Santa Claus The Secret of Giving: A Christmas Collection  | — | — | Country50 (3 Wo.)Country | — |                                                                          |
| 2021 | Does He Love You Revived Remixed Revisited                                    | — | — | Country47 (1 Wo.)Country | — | mit Dolly Parton                                                         |

Weitere Singles
- 1977: One to One
- 1996: You Keep Me Hangin’ On
- 2007: The Only Promise That Remains (mit Justin Timberlake)
- 2015: Until They Don’t Love You
- 2016: Softly and Tenderly
- 2017: God and My Girlfriends
- 2019: Freedom

### Als Gastmusikerin
| Jahr | Titel Album                             | Höchstplatzierung, Gesamtwochen, AuszeichnungChartplatzierungen (Jahr, Titel, Album, Platzierungen, Wochen, Auszeichnungen, Anmerkungen) | Höchstplatzierung, Gesamtwochen, AuszeichnungChartplatzierungen (Jahr, Titel, Album, Platzierungen, Wochen, Auszeichnungen, Anmerkungen) | Höchstplatzierung, Gesamtwochen, AuszeichnungChartplatzierungen (Jahr, Titel, Album, Platzierungen, Wochen, Auszeichnungen, Anmerkungen) | Höchstplatzierung, Gesamtwochen, AuszeichnungChartplatzierungen (Jahr, Titel, Album, Platzierungen, Wochen, Auszeichnungen, Anmerkungen) | Anmerkungen |
| Jahr | Titel Album                             | UK | US | Country | CA | Anmerkungen |
| --- | --------------------------------------- | --- | --- | --- | --- | --- |
| 1986 | Mind Your Own Business Montana Cafe     | — | — | Country1 (19 Wo.)Country | — | Hank Williams, Jr., Reverend Ike, Reba McEntire, Willie Nelson & Tom Petty                                      |
| 1990 | Oklahoma Swing When I Call Your Name    | — | — | Country13 (26 Wo.)Country | — | Erstveröffentlichung: 20. Januar 1990 mit Vince Gill                                                            |
| 2008 | Cowgirls Don’t Cry #1’s...and Then Some | — | US44 (20 Wo.)US | Country2 (24 Wo.)Country | CA49 (18 Wo.)CA | Erstveröffentlichung: 20. Oktober 2008 Brooks & Dunn feat. Reba McEntire                                        |
| 2020 | Be A Light –                            | — | US42 Platin · (22 Wo.)US | Country7 (26 Wo.)Country | — | Erstveröffentlichung: 30. März 2020 Thomas Rhett feat. Reba McEntire, Hillary Scott, Chris Tomlin & Keith Urban |
| Folgende Lieder erschienen nicht als Single, wurden aber durch das Album zum Download und Streaming bereitgestellt und konnten somit eine Platzierung erlangen: |                                         | | | | | |
| |                                         | | | | | |
| 2013 | Silent Night Wrapped in Red             | — | — | Country39 (4 Wo.)Country | — | Kelly Clarkson feat. Reba McEntire & Trisha Yearwood                                                            |

## Videoalben
- 1989: Reba (US: Gold)
- 1991: Reba in Concert (US: Platin)
- 1992: For My Broken Heart (US: Platin)
- 1993: Greatest Hits (US: Platin)
- 1995: Reba: Live (US: Platin)
- 1996: Celebrating 20 Years
- 2006: Reba Gold, Volume 1
- 2006: Reba Gold, Volume 2
- 2010: CMT Invitation Only: Reba

## Statistik

### Chartauswertung
|                     | US     | Country          | CA    |
| ------------------- | ------ | ---------------- | ----- |
| Nummer-eins-Alben   | US2US  | Country13Country | CA—CA |
| Top-10-Alben        | US10US | Country29Country | CA3CA |
| Alben in den Charts | US29US | Country44Country | CA8CA |

|                       | UK    | US     | Country           | CA    |
| --------------------- | ----- | ------ | ----------------- | ----- |
| Nummer-eins-Singles   | UK—UK | US—US  | Country25Country  | CA—CA |
| Top-10-Singles        | UK—UK | US—US  | Country60Country  | CA—CA |
| Singles in den Charts | UK1UK | US17US | Country107Country | CA7CA |

### Auszeichnungen für Musikverkäufe
| Goldene Schallplatte - Australien - 1998: für das Album Moments & Memories - The Best of |

Anmerkung: Auszeichnungen in Ländern aus den Charttabellen bzw. Chartboxen sind in ebendiesen zu finden.
| Land/RegionAuszeichnungen für Musikverkäufe (Land/Region, Auszeichnungen, Verkäufe, Quellen) | Gold       | Platin       | Verkäufe   | Quellen         |
| -------------------------------------------------------------------------------------------- | ---------- | ------------ | ---------- | --------------- |
| Australien (ARIA)                                                                            | Gold1      | —            | 35.000     | aria.com.au     |
| Kanada (MC)                                                                                  | 4× Gold4   | 7× Platin7   | 890.000    | musiccanada.com |
| Vereinigte Staaten (RIAA)                                                                    | 16× Gold16 | 46× Platin46 | 50.900.000 | riaa.com        |
| Insgesamt                                                                                    | 21× Gold21 | 53× Platin53 |            |                 |